# 4806 Miho
4806 Miho је астероид главног астероидног појаса чија средња удаљеност од Сунца износи 2,230 астрономских јединица (АЈ).
Апсолутна магнитуда астероида је 13,3.